# The Alto Knights
The Alto Knights es una película estadounidense de gánsteres de 2025 dirigida por Barry Levinson y escrita por Nicholas Pileggi. La película está protagonizada por Robert De Niro en un doble papel como los jefes de la mafia de la década de 1950, Vito Genovese y Frank Costello.
The Alto Knights fue estrenada en los Estados Unidos el 21 de marzo de 2025 por Warner Bros. Pictures.

## Sinopsis
Vito Genovese y Frank Costello son jefes de la Mafia estadounidense en competencia, y Genovese ordena un golpe contra Costello. Costello sobrevive pero resulta herido en el intento y finalmente decide retirarse de la mafia.

## Reparto
| Actor             | Personaje                           |
| ----------------- | ----------------------------------- |
| Robert De Niro    | Vito Genovese                       |
| Robert De Niro    | Frank Costello                      |
| Debra Messing     | Bobbie Costello, la esposa de Frank |
| Kathrine Narducci | Anna Genovese, esposa de Vito       |
| Cosmo Jarvis      | Vincent Gigante                     |
| Steve Molla       | Reportero                           |

## Producción
La película estuvo en proceso desde la década de 1970, pero a lo largo de las décadas fue pasando por todos los estudios importantes. Warner Bros. Pictures comenzó a trabajar como Wise Guys en mayo de 2022 y le dio luz verde en agosto. Nicholas Pileggi escribió el guion y Barry Levinson dirigió la película protagonizada por Robert De Niro en un doble papel. En octubre de 2022, Debra Messing y Kathrine Narducci se unieron al elenco. En enero de 2023, Cosmo Jarvis se unió al elenco. El 26 de octubre de 2023, la película fue retitulada a Alto Knights.
La producción usó envolturas de vinilo para vehículos en automóviles y camiones de la década de 1950 para que los vehículos parecieran nuevos en la película. El rodaje tuvo lugar en diciembre de 2022 en Ohio. La producción cerró parte de la US 35 en el condado de Greene, así como la SR 123 en el área metropolitana de Cincinnati antes de mudarse a los suburbios de Cincinnati.

## Estreno
La película se estrenó el 21 de marzo de 2025. Originalmente estaba programada para estrenarse el 2 de febrero de 2024 (tomando la fecha de estreno original de Toto), y luego el 15 de noviembre de 2024. Variety informó, sin embargo, el 24 de octubre de 2023 que debido a la huelga SAG-AFTRA de 2023, Warner Bros. estaba considerando retrasar el estreno de la película posiblemente hasta 2025 junto con Beetlejuice Beetlejuice.